# 動物恐懼症
動物恐懼症，是對動物（不包括人類）的非理性恐懼或厭惡。動物恐懼症是對動物的一般負面反應，它可以再細分為對特定動物類別的恐懼症。對所有動物都恐懼是相當罕見的，恐懼個別物種則頗為常見。奥地利心理學家西格蒙德·弗洛伊德曾經提到，動物恐懼症是兒童中最常見的精神病症之一。以下是各種較為常見的動物恐懼症：
- 恐貓症
- 恐犬症
- 恐鳥症
- 昆蟲恐懼症
- 蜘蛛恐惧症
- 青蛙恐惧症